# Lino Vitale
Lino Vitale (Vinchiaturo, 11 maggio 1921 – Campobasso, 21 luglio 1996) è stato un politico italiano.

## Biografia
Nato a Vinchiaturo, piccolo paese nei pressi di Campobasso, da Francesco, ferroviere, e Assunta De Nicola, casalinga, completò gli studi a Napoli dove conseguì la maturità classica al liceo G. Vico e, nel 1946, la laurea in legge.
Chiamato alle armi nel 1941 con il 58º reggimento di fanteria, frequentò la scuola allievi ufficiali di Padova. Nominato sottotenente, fu destinato alla divisione autotrasportata "Piave" con la quale nel 1942 partecipò alla rioccupazione della Francia, tra Mentone e Tolone.
A Roma nel 1943, dopo l'armistizio prese parte ai brevi scontri di Monterotondo, quindi fu catturato dai tedeschi. Avviato a un campo di concentramento in Germania, riuscì a fuggire lanciandosi dal treno in corsa.
Iscritto alla Democrazia Cristiana dal 1945, dal 1956 ne fu segretario provinciale e regionale dal 1969; venne eletto consigliere nazionale della DC nei congressi del 1962 e 1964.
Consigliere e assessore provinciale dal 1956, dal 1963 fondatore e presidente della Cassa di Risparmio Molisana. Fu deputato nella VI legislatura (1972-1976), eletto con 37.813 preferenze.
Coniugato con Irma Pirolli (Pozzilli 1921-Termoli 1983), ebbe tre figli:
- Maria Rosaria (1948) funzionario della Regione Molise
- Massimo (1952) giornalista caposervizio sede RAI di Campobasso
- Emilio (1954) docente universitario, preside della facoltà di ingegneria dell'università di Pisa.